# Cinisello Balsamo
Pour les articles homonymes, voir Balsamo.
Cinisello Balsamo est une ville italienne d'environ 74 000 habitants située dans la ville métropolitaine de Milan, en Lombardie. 

## Géographie

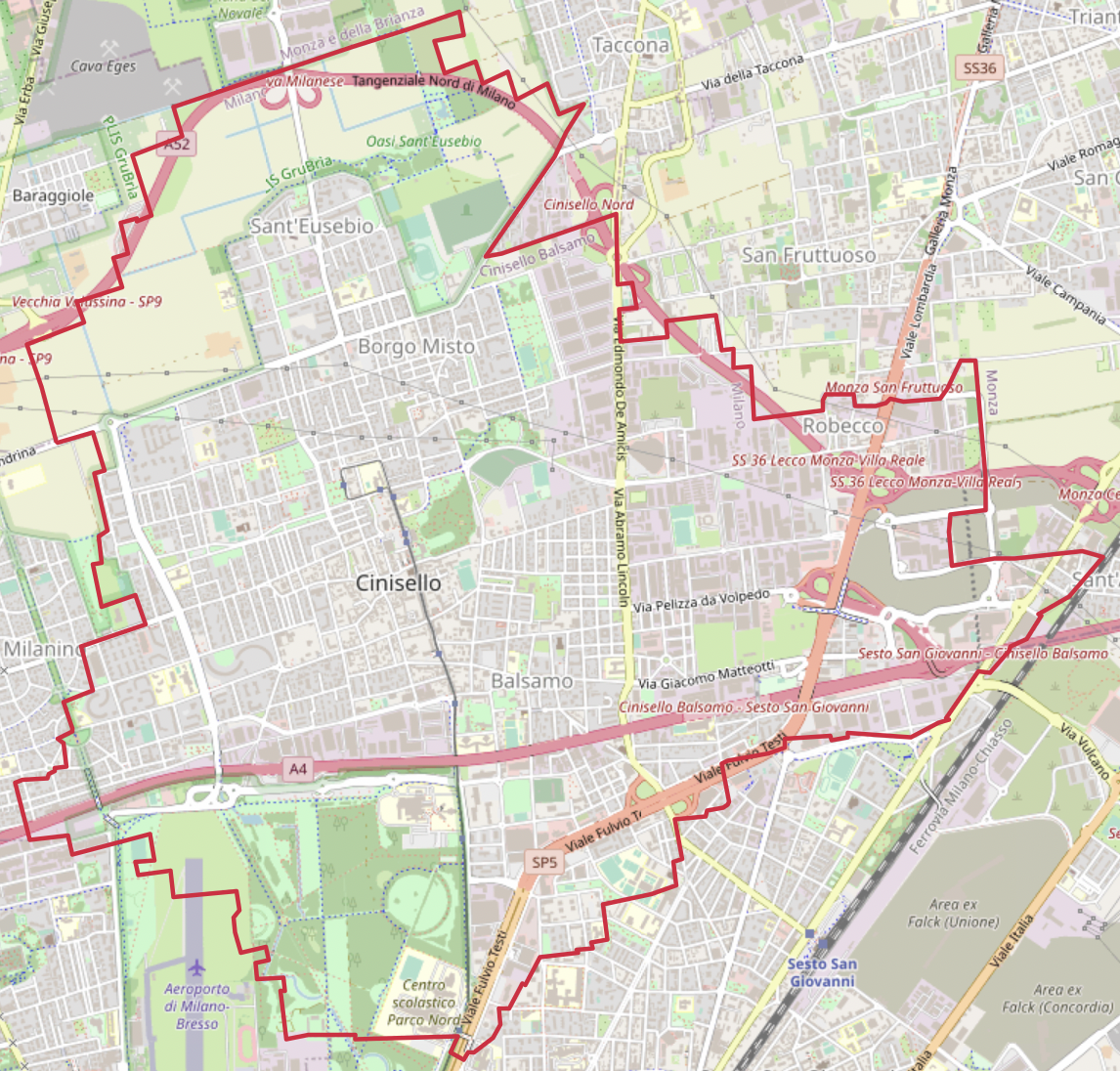
Carte OpenStreetMap.
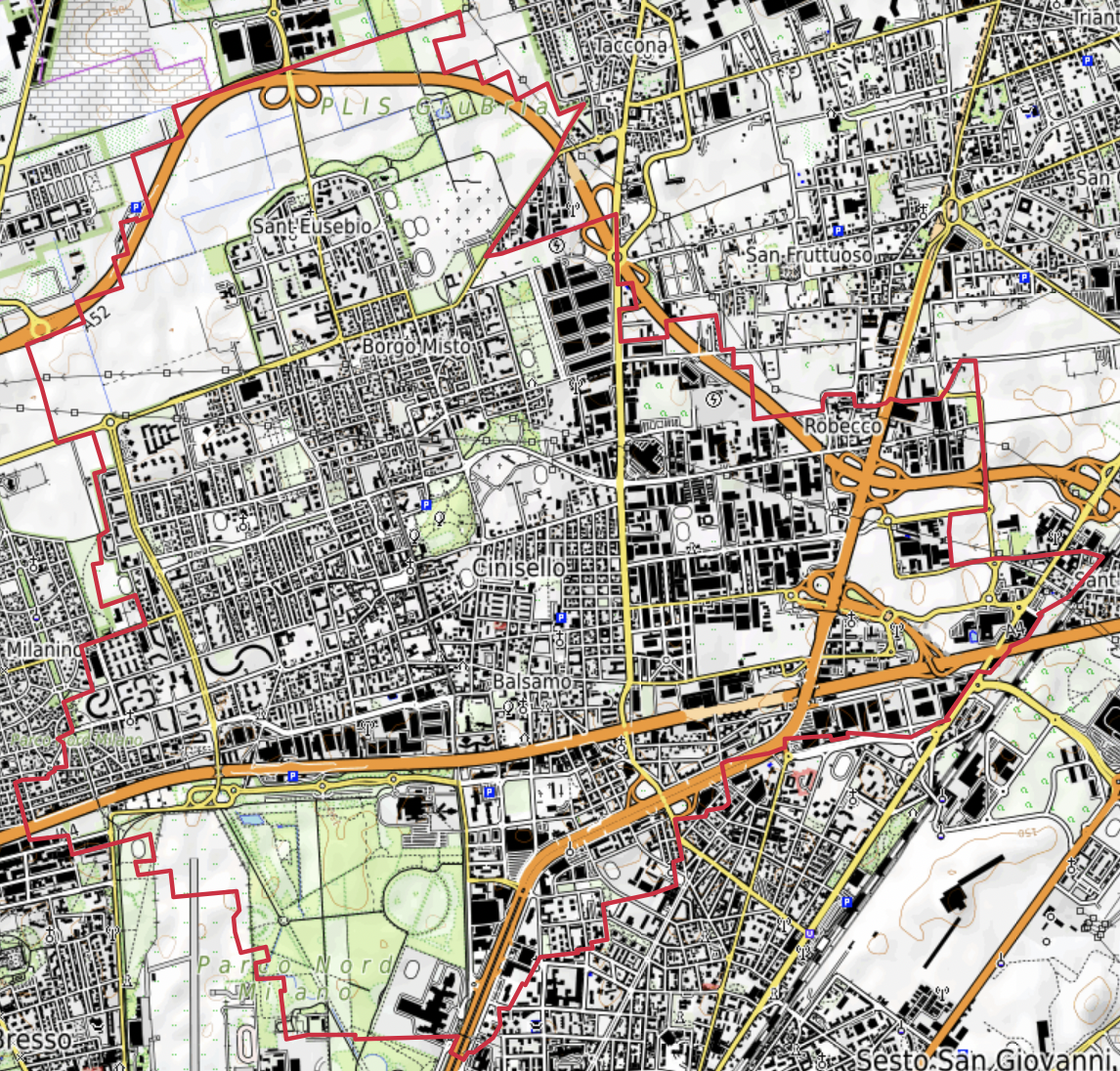
Carte topographique.
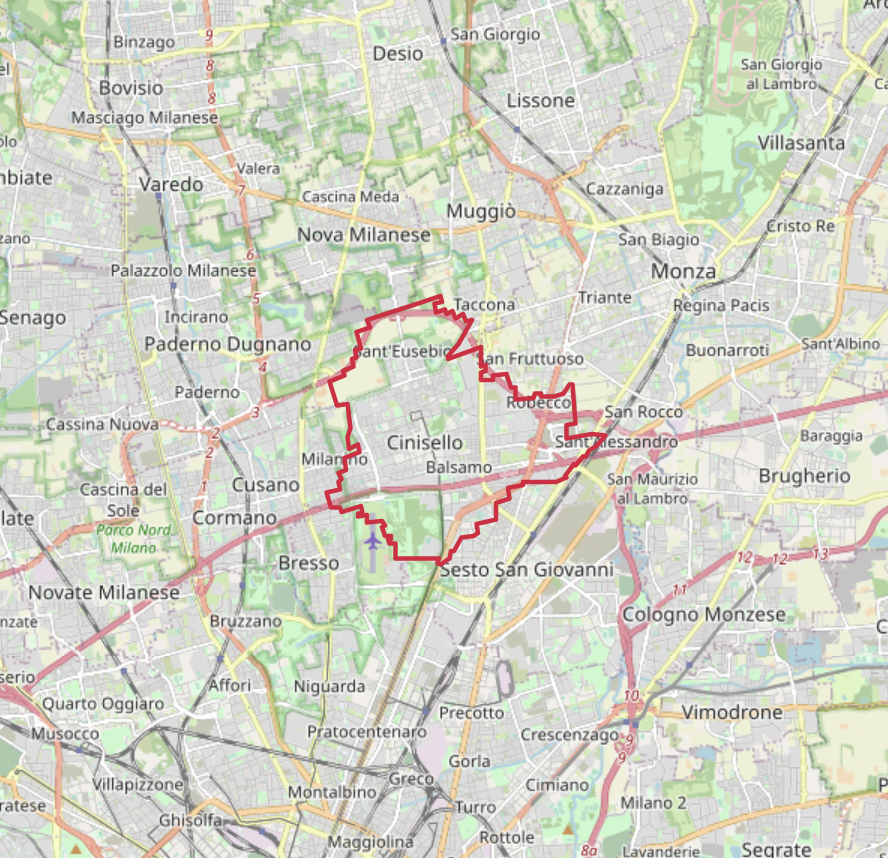
Avec les communes environnantes.

## Économie
- Geico (S.p.A.)

## Administration
| Période                                  | Période | Identité | Étiquette | Qualité |
| ---------------------------------------- | ------- | -------- | --------- | ------- |
|                                          |         |          |           |         |
| Les données manquantes sont à compléter. |         |          |           |         |

### Frazione
Bettola, Cornaggia, Sant'Eusebio, Borgo Misto, Robecco, Crocetta, Villa Rachele, Campo dei Fiori, Bellaria, Casignolo, Nigozza.

### Communes limitrophes
Monza, Muggiò, Nova Milanese, Paderno Dugnano, Cusano Milanino, Sesto San Giovanni, Bresso.